# Logia Constante Alona
La Logia Constante Alona es una logia masónica histórica de la ciudad de Alicante.
Trabaja en el Rito Escocés Antiguo y Aceptado.

## Nace Constante Alona
En 1870 se crean en Alicante dos logias masónicas: la Logia Alona, adscrita al Gran Oriente de España (GODE), y la Logia Puritanos, adscrita al Gran Oriente Nacional de España (GONE). Cuatro años más tarde se fusionan, manteniéndose el nombre de la primera. 
Los primeros años de la nueva logia alicantina son muy prometedores, siendo Juan Such García su primer Venerable. Muchos son los adscritos, y se establecen filiales en Aspe, Crevillente, Elche, Dolores, Petrel, Villena, Monóvar y Tibi. En 1878 un sector de la logia, encabezado por el entonces Venerable Maestro, José Ausó, simbólico Arcturus, y Eleuterio Maisonnave, que por aquel entonces era Orador, se enfrentaron al Gran Oriente de España (GODE) y tras una tenida tempestuosa que tuvo lugar el 28 de octubre, el sector disidente abandonó el templo y la logia se disolvió. Un nutrido grupo de miembros fieles al GODE constituyeron una nueva logia que, por su constancia y lealtad a la obediencia, llevaría por nombre “Constante Alona”, conservando, en un principio, el número 44 de la extinta Alona, de la cual era heredera.  
Durante esta primera época, la Logia desarrolló una activa labor de difusión social de los ideales masónicos. Creó en 1880 nuevas logias en San Vicente, San Juan, Agost, Castalla y Denia. 3 años después también en Santa Pola, Benejama y Alcoy. Ese mismo año la logia crea el periódico La Humanidad, de la mano del masón Eduardo Oarrichena ‘Plutón’. Tuvo un gran éxito llegando a convertirse en los años venideros en la publicación masónica más importante de la época. Las figuras más importantes de la Constante Alona en este periodo son: Nicolás Almiñana, Juan Such García, que fue el primer Venerable de la Logia, Juan Baeza y Luis Mauricio Chorro y el mencionado Eduardo Oarrichena Guijarro, simbólico Plutón, que fue el Venerable más carismático en las décadas de 1880 y 1890, y el "alma mater" del periódico La Humanidad.
La Logia Constante Alona se distinguió por realizar una activa labor de difusión de los ideales masónicos y por la creación de logias en diferentes localidades de la provincia. 
En 1880 se levantan columnas en San Vicente del Raspeig, San Juan de Alicante, Agost, Castalla y Denia; en 1883 en Santa Pola, Benejama, Alcoy y Monóvar; y, en 1884 en Orihuela y Novelda.
En 1883 la Logia Constante Alona ya tenía el n.º 8 en el Gran Oriente de España (GODE). Ese año entra en escena el periódico masónico La Humanidad, órgano de la "Respetable y Benemérita Logia Capitular Constante Alona nº 8", tal y como aparece en su portada. Fue la publicación masónica más importante de la época en la provincia de Alicante y se publicó hasta el 1890. 
La masonería alicantina, encabezada por la Constante Alona, celebró conferencias y certámenes científico-literarios, fundó colegios gratuitos para niñas y para obreros y una escuela de artes y oficios, promovió una exposición industrial, una sociedad para extinguir la mendicidad. Su labor benéfica y filantrópica fue notable y se distinguió en campañas contra la pena de muerte o contra la esclavitud y a favor de la construcción del cementerio civil. 
Ante la problemática de la legalización de la masonería en España, la logia Constante Alona presentó su reglamento como Sociedad Benéfica ante el Gobierno Civil de Alicante en junio de 1883, amparando con ello al resto de logias de la ciudad. Con el tiempo, llegó a convertirse en la asociación más antigua de la ciudad. 
En el año 1886 la actividad de la Logia Constante Alona era máxima, contaba con 143 miembros activos, e incluía además una Cámara de Adopción con 15 hermanas. Era la Logia de Alicante con mayor número de miembros. En febrero de 1886 se produjo la iniciación de la escritora Rosario de Acuña. 
El periodo de 1886 a 1889 fue convulso para la masonería española y, por consiguiente, para la alicantina. La nueva crisis intermasónica, a partir de 1886, que llevó a la desaparición del Gran Oriente de España (GODE), hizo que durante los meses siguientes se sucediesen las discusiones en las logias alicantinas sobre el camino a seguir en un momento tan convulso. De este modo, se produjo en febrero de 1888 una nueva escisión de la Logia Constante Alona, al formar 30 disidentes, ayudados por el Venerable Maestro, Enrique Guillén, la Logia Esperanza n.º 17. 
Finalmente, todas las Logias alicantinas pasaron a formar parte del Gran Oriente Nacional (GONE) de Vizconde de Ros. La Logia Constante Alona contaba, tras la escisión con 87 miembros, por 67, de la Alona y, 40, de la Esperanza. Los enfrentamientos todavía siguieron y se produjo una nueva escisión. Todas las logias alicantinas, menos la Logia Esperanza, se pasaron al Gran Oriente Español (GOE) fundado por Miguel Morayta. Al adscribirse al Gran Oriente Español (GOE) la logia Constante Alona cambió su número por el 3. 
Durante el trienio 1889 - 1892 se produjo un resurgimiento de la masonería en Alicante. Se forman organismos masónicos superiores por parte de las logias simbólicas de grados filosóficos como el Capítulo Lucentino, Esperanza, Numantino e Ibérico n.º 68; una cámara de Grandes Soberanos Inspectores de Grado 31; una Madre Logia Provincial y una Cámara de Grado 9. También destaca la presencia de las mujeres, pues en 1890 la Cámara de Adopción de la Constante Alona contaba con 21 afiliadas, es decir, 6 hermanas más que en 1886. 
A partir de 1893 comienza una crisis en la masonería alicantina producida por una recesión en las exportaciones de vino a Francia que redujo el número de miembros, tanto por falta de pago como por falta asistencia, también llevando a la desaparición del periódico "El Alicantino Masón". Esta crisis llevó al punto de hacer necesaria una reunificación de las logias de Alicante para poder continuar trabajos. En 1898 terminan uniéndose las Logias Constante Alona, Alona y Esperanza, bajo el nombre de Constante Alona n.º 3, funcionando de forma independiente hasta que en 1901 reingresa al GOE. 
De los concejales alicantinos del periodo comprendido entre 1889 y 1898 se puede destacar que 21 de ellos habían sido miembros de alguna de las Logias alicantinas, e incluso algunos de ellos eran masones activos en el momento de ser elegidos, este es el caso de Rafael Sevila y Manuel Carratalá de la Constante Alona o de Amando Alberola, Francisco Bernabeu Poveda y Vicente Costa Reus de la Alona. 
En esa época, Enrique López Torres, Sócrates, tuvo un papel muy importante siendo el Venerable de la Constante Alona hasta 1908 y desde 1913 hasta su fallecimiento en 1918. En 1904, el número de miembros en la Constante Alona era de 30. En estos años se inicia en la Constante Alona, Lorenzo Carbonell, más adelante alcalde de Alicante durante la II República, dejando huella en el crecimiento urbanístico, la municipalización del agua y la creación de escuelas. 
Pese a esto, la situación de la Constante Alona se fue haciendo inestable desde 1907 llegando en 1909 a desaparecer. Cuatro años más tarde se reorganizará de nuevo con el mismo nombre y el mismo número dentro del Gran Oriente Español (GOE). En este periodo la situación es muy diferente al del anterior, entran nuevos miembros que tendrán gran importancia en la vida política y cultural de la ciudad. 
Reactivada en 1913, Constante Alona siguió llevando el mismo nº3 que le fuera dado en el año 1889 y perteneciendo a la misma obediencia, el Gran Oriente Español (GOE). A partir de 1919 aparecen turbulencias de nuevo. Por una parte, una serie de miembros abogaban por el desdoblamiento de la logia para refundar la Logia Numancia n.º 427 y por otra, porque se abrió un expediente disciplinario por mala conducta profana y masónica al entonces Venerable de Constante Alona, Antonio Jorge Vinaixa, que terminó con la dimisión de este y la ruptura en dos de la logia en octubre de 1922. El sector de Vinaixa se quedó entonces con el local donde se situaba el taller de la calle Bazán de Alicante, así como con el mobiliario y la Carta Constitutiva, que se negaron a devolver a la obediencia, a pesar de los repetidos requerimientos de su Gran Maestre, y tanto él, como sus seguidores -unos veintidós hermanos- se incorporaron, muy poco después, a la Gran Logia Española, una Obediencia rival del Gran Oriente Español donde fundaron una logia rival que llevaría el título y número de Constante Alona n.º 12.  
La Logia Constante Alona, que contaba con 38 miembros en 1916, tuvo un papel destacado en la I Guerra Mundial. Durante los años que duró el conflicto, del 1914 al 1918, la Logia recaudó fondos para refugiados de ambos bandos y sirvió como centro de acogida de los mismos. Así mismo, se propuso el nombramiento como hijo adoptivo de Alicante del presidente de los Estados Unidos, Thomas Woodrow Wilson, por la consecución del final de la I Guerra Mundial a través de un armisticio evitando la invasión del territorio alemán.

## La Dictadura de Primo de Rivera
A partir de 1922 tenemos dos logias en la ciudad con el mismo nombre, esto es, Constante Alona. Por una parte, la original, Constante Alona nº3 del GOE, cuya cabeza visible es el futuro alcalde republicano de Alicante, Lorenzo Carbonell, y por otra parte, Constante Alona n.º 12, de la GLE, encabezada por Vinaixa y demás disidentes. Una situación que no se resolvió hasta nueve años después, con la disolución de la Constante Alona n.º 12 de Vinaixa, quedando ya hasta el final de la guerra civil, la Constante Alona n.º 3, que cambiaría su número por el 1, al ingresar en la Gran Logia Regional de Levante. 
En la década de los años 20, el Gran Oriente Español (GOE) opta por un sistema federalista, lo cual produjo una gran reforma en la organización territorial e interna. En 1923, se constituye la Gran Logia Simbólica Regional del Levante de España, con sede en Valencia, aunque posteriormente dicha sede pasaría a Alicante. Con esta nueva reordenación la Constante Alona recibe el número de orden 1 en la Gran Logia Regional de Levante. El número de masones en la Constante Alona fue aumentando desde 1924 que tenía 34 obreros, a 1930 con 60 miembros. 
En julio de 1926 se produce un hecho muy importante en Alicante, pues se celebra la Asamblea Nacional Simbólica. En 1926 José Estruch, con nombre simbólico Horacio Wells, de la Logia Numancia de Alicante, sustituyó a Vicente Marco Miranda como Gran Maestre Regional del Levante. Alcanzó el Grado 33 en 1928 y, tanto él, como su sucesor en 1933, Isidro Sánchez Martínez, formaron parte del Supremo Consejo del Grado 33. Estruch dio un sesgo claramente político a su gestión, siendo partidario del compromiso político de las logias y de carácter claramente contrario a la Dictadura de Primo de Rivera, apoyando las actividades conspirativas de masones valencianos como Marco Miranda o Vargas Guerendiain (Sanjuanada de 1926). Ante esta acción política, la Dictadura respondió con dureza, efectuándose una gran redada en septiembre de 1928 en la mayoría de las capitales de provincia españolas, incluyendo gran número de detenciones de masones. 

## La Segunda República
A la llegada de los comicios municipales del 12 de abril de 1931 la junta electoral pidió a la organización cívica alicantina de mayor trayectoria su presencia para velar por la legalidad de estos. Fueron los masones de Constante Alona los que refrendaron la veracidad de los resultados en la capital de la provincia. 
10 de los 11 diputados alicantinos elegidos en las elecciones constituyentes de 1931 eran masones. 
La primera persona en izar una bandera por la Segunda República en España lo hizo desde el balcón del Ayuntamiento de Alicante y pertenecía a la Orden. 
Durante este periodo se vuelven a fundar talleres por toda la provincia. En 1923 reaparece la Logia Diana en Denia y también se forma un triángulo en Alcoy. En 1927 se funda la Logia Amor en Elda, la cual tuvo una actividad notable, teniendo en 1930, 44 componentes. También se fundó la Logia Illice Constante en Elche la cual en 1930 contaba con 25 miembros y que abatió columnas en 1934 por falta de medios económicos. 

## La guerra civil española
En marzo de 1936 había en la provincia de Alicante, según recuento de la Gran Logia Regional de Levante, un total de 336 masones repartidos en 6 Logias y 2 Triángulos. Las Logias de la ciudad de Alicante compartían taller en la calle Bazán, número 36, en un edificio propiedad de la Sociedad Benéfica Constante Alona, nombre con el que estaba registrada la Logia en el Gobierno Civil de la provincia. El edificio fue adquirido en propiedad en agosto de 1935, aunque con anterioridad ya realizaban las Tenidas en este local.
Ángel Vera Coronel fue la figura política más destacada de la Logia Amor de Elda en la década de los 30. Ocupó los Gobiernos Civiles de Cáceres y Cádiz durante el bienio republicano-socialista. Después del triunfo del Frente Popular le nombraron gobernador civil de Zaragoza, cargo que ocupaba en el momento del Alzamiento Nacional. Fue detenido y tras estar un año en prisión, fue fusilado en julio de 1937. 
Conforme se acercaba el final de la Guerra Civil mayor número de masones fue viniéndose hacia Alicante. Desde aquí se vieron forzados al exilio hacia Francia, México o Argentina, figuras tan destacadas como José Estruch que salió en avión hacia Toulouse y posteriormente a Argentina, Isidro Sánchez que fue a Méjico, o Carlos Esplá, Rodolfo Llopis y Juan Botella que se refugiaron en Francia. Cabe destacar que el último comandante militar de Alicante, la última ciudad en caer y donde finalizó la guerra civil española, fue un masón de Constante Alona de nombre Manuel Hernández Arteaga. 
La abundante documentación emanada de los organismos masónicos alicantinos fue destruida casi totalmente semanas antes al final de la Guerra Civil, en un intento desesperado de eliminar las pruebas que involucraban a los miembros de la Orden, y así evitar represalias del bando vencedor. Toda esta documentación se perdió para siempre.
En 1939 el templo fue requisado por la Delegación Provincial de Alicante de la Recuperación de Documentos y en los bajos se instaló el almacén general desde donde salió para Salamanca toda la documentación que se logró confiscar junto a los objetos y pertenencias del taller, en septiembre de este año. Como recoge una carta enviada por la Delegación Provincial de Alicante al Servicio de Recuperación de Documentos en febrero de 1940 con respecto a la desaparición de documentos "sin duda alguna, debieron inutilizarla antes de ser liberada esta plaza (...) días antes de la Liberación se habían sacado unas maletas de documentos del Local de las Logias (...) que habían ido a parar al Vice-Consulado de Cuba y Consulado Francés (...)". Hay que tener en cuenta que el Vicecónsul de Cuba en Alicante era Rafael Menacho Vicente, destacado miembro en 1935; y que las relaciones con Francia eran muy estrechas. Con lo que no contaban los masones era con la caída de París ante el ejército nazi en 1940. Las SS asaltaron la sede del Gran Oriente de Francia incautando toda su documentación. La Alemania nazi remitió al gobierno de Franco todo lo relacionado con la masonería en España, incluyendo los censos de las logias y los documentos enviados durante la guerra civil. 
En el Archivo Histórico Nacional de Salamanca (AHNS) se pueden observar los estandartes de las Logias Constante Alona y Numancia, confeccionados en 1892.
Finalmente, el 1 de abril de 1939 finalizaron los trabajos masónicos en la Logia Constante Alona poniéndose así, fin a más de 60 años de historia casi interrumpida. 
La imbricación social había sido enorme: 1473 fichas personales en las Logias de Alicante. Para todos aquellos hombres libres volcados por el desarrollo de su sociedad llegaban tiempos de represión, ejecuciones sumarias y vida en la clandestinidad. Los masones alicantinos que consiguieron llegar al exilio argelino continuaron su actividad masónica en las logias hispano n.º 9 (Argel) y Fénix nº10 (Orán) del Gran Oriente Español en el Exilio. El régimen franquista se apropió en 1940 del local de su propiedad situado en la calle Bazán de Alicante.

## El retorno de Constante Alona a Alicante
Con la vuelta de la democracia a España, reinicia la masonería su actividad en Alicante a finales de los setenta con la Logia Casablanca, que en breve pasaría a llamarse Constante Alona, en el seno del Gran Oriente Español Unido, constituida con algunos de los masones vueltos del exilio y supervivientes de los que quedaron en nuestro país, como Eleuterio Meseguer.
En la década de los 80, hubo otro intento de reactivar la Logia Constante Alona en el seno de la Orden Masónica Mixta Internacional Le Droit Humain - El Derecho Humano pero que abatió columnas a los pocos años.
En mayo de 1997, se refunda la Logia Constante Alona, estando federada en ese momento a la obediencia Gran Logia federal de España. 
Con fecha 26 de abril de 2002 el Gran Oriente de Francia otorgó patente de creación de la Respetable Logia Constante Alona 0138 al Oriente de Alicante.   
En virtud de dicha patente, en la actualidad, la Respetable Logia Constante Alona 0138 al Oriente de Alicante, abre sus trabajos en Logia en la localidad de Mutxamel, municipio del área metropolitana de Alicante,  bajo los auspicios del Gran Oriente de Francia y participa en los órganos representativos de esta Obediencia Masónica, lo que le confiere una proyección de sus actividades más allá de las fronteras del estado español. Tiene autorización para trabajar en el Rito Escocés Antiguo Aceptado, así como en el Rito Francés, oficial de la Obediencia.  
La Respetable Logia Constante Alona 0138 al Oriente de Alicante del Gran Oriente de Francia es una Logia donde comparten trabajos hombres y mujeres, bajo el principio de la igualdad más perfecta, de acuerdo con el artículo VII de la Constitución del Gran Oriente de Francia.
En el año 2022, tras votarse en tenida ordinaria y ganar la propuesta por más de tres cuartas partes, una amplia mayoría de sus miembros se integraron en la Gran Logia Simbólica Española, obediencia en la que entraron como Logia regularmente constituida y que les otorgó una patente reconociendo su título distintivo de Constante Alona, con el número 105.
La Logia Constante Alona 105 tiene su sede en Alicante ciudad. Ostenta como principios la tolerancia mutua y la libertad absoluta de conciencia y rechaza toda afirmación dogmática. Defiende una masonería española independiente, al igual que sucede en otros países, en la que la soberanía de las logias tenga un papel primordial. Es una logia mixta y la más numerosa de las logias liberales y adogmáticas de la Comunidad Valenciana y Murcia.

## Proyectos sociales
El proyecto Escuela Solidaria se realizó durante varios años en Alicante por parte de la Logia Constante Alona. Este proyecto contemplaba la compra de materiales escolares para niños con problemas económicos, disponibilidad de profesores particulares para los más desfavorecidos y manutención, entrega de equipos informáticos de segunda mano entre otras actividades. Este proyecto se desarrolló desde el año 2007 al año 2014 en el IES Virgen del Remedio de Alicante. En este proyecto colaboró activamente la Fundación del Gran Oriente de Francia.
La logia participó, desde 2008 a 2012, en la organización y patrocinio de la Muestra Internacional de Cine y Derechos Humanos de Alicante.
También ha colaborado con asociaciones que trabajan con menores en riesgo de exclusión social como la Asociación Santa Rita del barrio Juan XXIII 2.º sector de Alicante y con organizaciones de inmigrantes como la Asociación de Senegaleses de Alicante y con la Asociación de Argelinos. Ha colaborado a su vez con la Despensa Solidaria.
Desde el año 2022, la Logia Constante Alona 105 acude al banco de alimentos todas las navidades y ha colaborado en diferentes causas como el envío de alimentos a Ucrania, etc.

## Jornadas masónicas
En el año 2021 la Logia Constante Alona 0138 organizó las "I Jornadas de Masonería: retos del siglo XXI". En ellas se trataron los siguientes temas: "Medioambiente y desarrollo sostenible", "Laicismo y educación", "Libertad de expresión" y "Feminismo, mujer y masonería". Contaron con la participación de Joan Francesc Pont, Andrés Martínez Moscoso, Vicenç Molina, Mariano Beltrán, Pilar Giráldez y Teresa Bellido, muchos de ellos pertenecientes a la GLSE.
Las II Jornadas de Masonería: retos del siglo XXI se realizaron en septiembre del año 2022. Organizadas por la Logia Constante Alona 105, contaron con la participación del doctor en Derecho y experto en cuestiones hídricas Andrés Martínez Moscoso, profesor de la universidad San Francisco de Quito, en Ecuador y Patricia Planas Rufino, psicóloga y Pedro Álvarez Lázaro, doctor en filosofía, letras, historiador y teólogo jesuita.
En diciembre de 2023 tuvieron lugar las III Jornadas de Masonería, organizadas, de nuevo, por la Logia Constante Alona 105, tratando temas como la masonería en Alicante, o la historia de la logia desde su fundación, pasando por todas sus refundaciones.

## Premios
La Logia Constante Alona concedió hasta el año 2019 el Premio Franklin Albricias. Este premio va dirigido a aquellos docentes e instituciones educativas que defienden y promueven los valores de la Libertad, la Igualdad y la Solidaridad en la enseñanza. La voluntad de la logia es reconocer y dignificar la tarea que realizan nuestros docentes, verdaderos agentes del futuro de nuestra sociedad. El premio lleva el nombre de Franklin Albricias Goetz, introductor de la pedagogía activa en Alicante a través de su Escuela Modelo en los años veinte, a la vez que masón. Fue también presidente de la Diputación Provincial de Alicante durante la Segunda República.
PREMIADOS
- 2008: José Antonio Fernández Cabello, director del IES Virgen del Remedio de Alicante, por su trabajo en favor de la integración de los alumnos inmigrantes y sus familias.
- 2009: Maruja Pastor Galbis, Catedrática de Pedagogía de la Escuela de Magisterio de la Universidad de Alicante, por su trabajo en la formación de docentes y en especial por favorecer la coeducación en las aulas.
- 2010: Segundo García López, Director del IES Miguel Hernández de Alicante durante la Transición Democrática.
- 2011: Colegio público San Roque de Alicante, por su trabajo con los más desfavorecidos y la integración de menores inmigrantes.
- 2012: Coordinadora de Centros de Formación de Adultos de la Comarca de L'Alacantí, por su tarea en la alfabetización y formación de adultos en condiciones de exclusión por su situación académica.
- 2013: Centro Socio-educativo Plaza del Carmen, en el casco histórico de Alicante, por su continuo trabajo en la educación no formal de menores en situación de riesgo.
- 2014: Comunidad educativa del colegio público El Palmeral de Alicante, por su proyecto de material escolar socializado y banco de libros, favorecedor de la integración social, responsabilidad, igualdad de oportunidades y la solidaridad,
- 2015: Centro San Rafael, centro pionero en su metodología y en su enfoque respecto al trabajo con las personas con discapacidad intelectual. El Centro San Rafael propone desempeñar su tarea desde el compromiso ético, la actitud positiva, la calidad de vida y los valores ecológicos.
- 2016: Colegio público Pintor Sorolla de Elda, por sus programas de prevención y neutralización del acoso escolar.
- 2017: Victorino Mayoral Cortés, Presidente de la Liga Española de la Educación y la Cultura Popular y de la Fundación CIVES, por su trabajo en la promoción de la educación cívica basada en los valores democráticos, el Laicismo, los Derechos Humanos y la justicia social, además de su trabajo en el desarrollo del proyecto de la asignatura de Educación para la Ciudadanía.
- 2018: C.I.P.F.P. Canastell de San Vicente del Raspeig, Por su excelencia diaria en pro de una educación inclusiva de calidad a todos los niveles, en especial en proyectos de Formación Profesional dual, además de un esfuerzo por la integración exhaustiva de los discapacitados como ciudadanos de pleno derecho.
- 2019: Colegio público de educación Especial Gargasindi de Calpe, por la labor desempeñada a favor de la educación e integración de las personas con dificultades educativas graves de las comarcas de la Marina Alta y Baja.